# Silvia de Esteban Niubo
Silvia de Esteban Niubo (Santa Cruz de Tenerife, 01 de dezembro de 1971) é uma modelo e rainha de beleza da Espanha que venceu o concurso de Miss Internacional 1990. 
Ela foi a  segunda de seu país a vencer este concurso. A primeira foi Pilar Medina, em 1977.
Biografia
Silvia começou a estudar Artes Dramáticas aos 13 anos de idade e após coroar sua sucessora, deixou as passarelas para ser atriz definitivamente. "Este trabalho é uma luta constante. É como viver numa selva", disse nos anos 2000 para a revista Fama.  Ela também disse para a mesma publicação que seu sonho era fazer um papel como o de Nicole Kidman em Moulin Rouge.
As 15 anos mudou-se para Barcelona e mais tarde foi viver em Madri para trabalhar como modelo. 
Atualmente vive em Miami, nos EUA. 

## Concursos de beleza
Nos anos 80 venceu o Miss Atlântico e em 1989 participou do Miss Espanha onde ganhou o prêmio de Miss Simpatia e Miss Elegância.  
Em 1990, no Japão, derrotando outras 49 concorrentes, foi eleita Miss Internacional 1990. 

## Vida após os concursos
Depois de coroar sua sucessora, Silvia dedicou-se a ser atriz. No início dos 90, apresentou o programa Olla de grillos, da Televisión Española, além de, anos depois, escrever e produzir seus próprios espetáculos, como Una noche con Silvia.
Em 2002 participou do filme No somos nadie e em meados dos anos 2000 fez o papel de Edith Frank no musical O diário de Anne Frank apresentado no Calderón de Madrid. 
Em 2015 gravou uma música em homenagem ao Carnaval de Santa Cruz de Tenerife, Vive el Carnaval, além de participar da novela Quién es quién da Telemundo, transmitida no México e em Miami.
Também apareceu em séries de TV entre as quais Sin tetas no hay paraíso, Un paso adelante, La sopa boba e Los Serrano.
Além disto é apresentadora e dá aulas de interpretação e teatro. 